# Horacio Echevarrieta
Horacio Echevarrieta, né le 5 septembre 1870 à Bilbao et mort le 20 mai 1963 à Barakaldo, est un homme d'affaires, banquier, industriel et politicien espagnol. Il fut l'homme d'affaires le plus puissant d'Espagne dans les années 1920 sous le régime dictatorial de Primo de Rivera.

## Biographie
Fils d'un propriétaire de mine de Bilbao, il étendit les activités paternelles et prospéra dans de nombreux domaines comme le commerce maritime, la construction navale, l'aviation ou l'immobilier. Il fut également producteur de cinéma au travers de la société Phoebus. Mécène, il aide l'universitaire féministe Juana Whitney à fonder son école pour les jeunes femmes à Bilbao.
Il négocia avec l'officier de marine et espion allemand Wilhelm Canaris ainsi qu'avec Walter Lohman et monta un projet pour construire un sous-marin de conception allemande dans ses chantiers de Cadiz, permettant aux Allemands de contourner ainsi le traité de Versailles pour tester leur capacité sous-marine. Le sous-marin fut construit sous la désignation de submarino E-1 et était le plus rapide de son temps. Mais avec l'arrivée des Républicains au pouvoir, la marine espagnole abandonna le projet, lui préférant des sous-marins britanniques et le submarino E-1 fut revendu à la Turquie.
Echevarritea servit également de médiateur entre le gouvernement espagnol et Abd el-Krim lors de la guerre du Rif.
Il connut ensuite plusieurs revers dans ses affaires et fut emprisonné par le régime républicain après la grève des mineurs d'Asturie. Arrivé au pouvoir, Franco nationalisa sa compagnie d'aviation Iberia et ses chantiers navals. Echevarrieta finit sa vie ruiné et mourut dans son palais Muñoa, construit dans le style Empire, à Baracaldo dans le pays Basque.

## Médias
- Le dernier magnat, documentaire espagnol d'Olivier Van Der Zee et José Antonio Hergueta (2011)